# Ancyromonas
Ancyromonas ist eine Gattung einzelliger bakterivorer Geißeltierchen (Flagellaten) mit basaler Position in der Domäne der Eukaryoten (komplex-zellulären Organismen).
Die Typusart ist A. sigmoides.
Ancyromonas scheint im Stammbaum der Eukaryoten basaler (näher am Ursprung) zu sein als Malawimonas (im vorgeschlagenen Phylum Loukozoa, alias Loukouzoa) oder einem eigenen Phylum angehören und nicht zur weniger basalen Klade Podiata (Amorphea plus CRuMs).

## Beschreibung

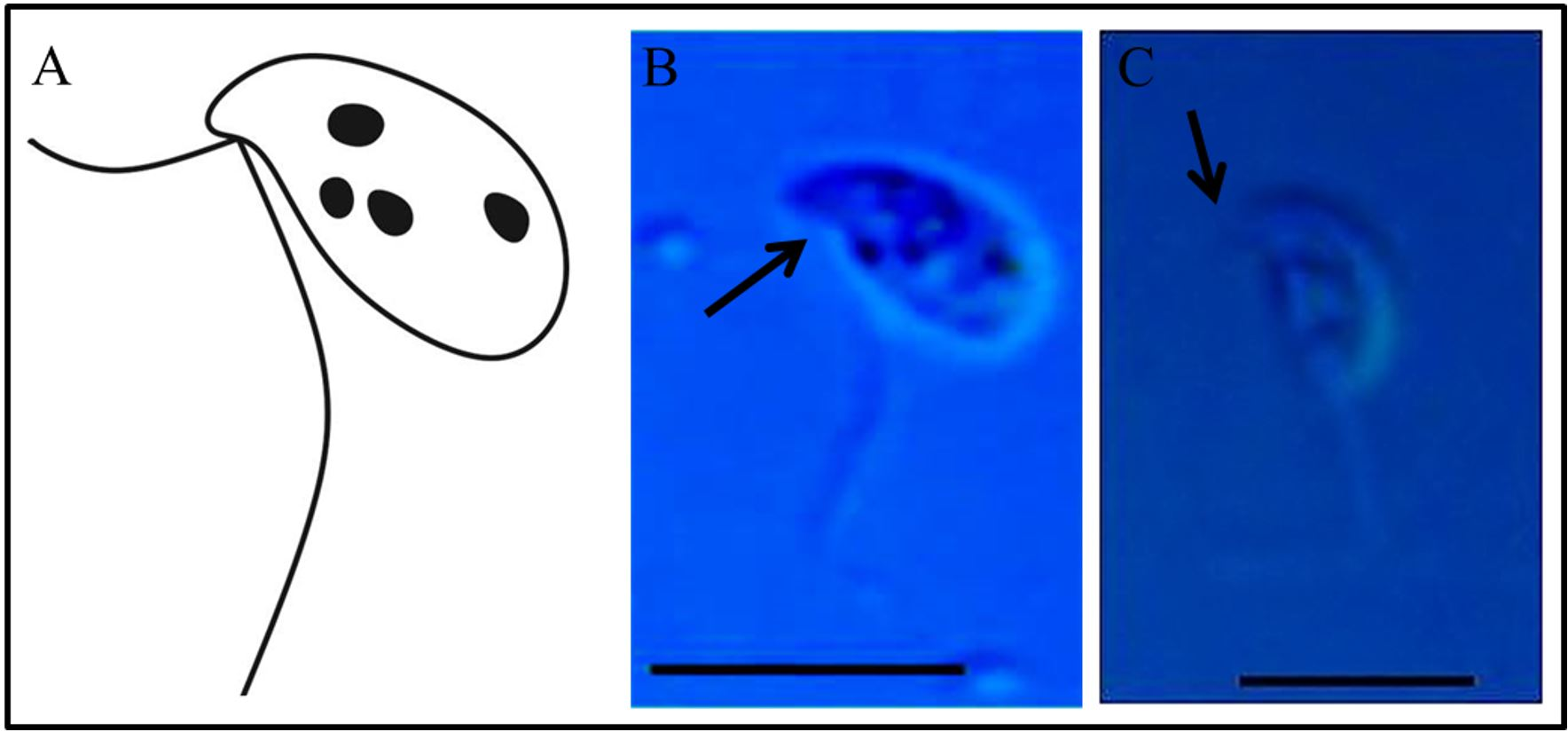
Ancyromonas sigmoides (A) Schemazeichnung, (B) Mikrophotographie, Pfeil zeigt auf die Grube, aus der die Geißel entspringt. (C) Anderes Photo, Pfeil zeigt auf die untere vordere Geißel. Balken 5 µm.

Ancyromonas ist ein heterotropher biflagellater (doppelt begeißelter) Protist mit einer Größe von weniger als 10 µm, der in Meer-, Süßwasser und terrestrischen Lebensräumen vorkommt.
Die vordere Geißel kann schlank sein oder fehlen, und die hintere (posteriore) Geißel ist unterhalb der Zellenspitze (anterior) angebracht und schlägt aber nach hinten.
Die Mitochondrien haben flache Rippen (Cristae).
Die Merkmale des Geißelapparats und die Anordnung der Geißel hinter der Furche scheinen darauf hinzudeuten, dass dieser Mikroorganismus zwischen den Excavata und den Apusozoa (Podiata), aber unabhängig von den großen eukaryotischen Übergruppen angesiedelt ist; so dass diese Merkmale denen der ersten Eukaryoten (Urkaryoten bzw. dem eukaryotischen Urvorfahr LECA, d.  last eukaryotic common ancestor) ähneln könnten.

## Systematik

### Synonyme und äußere Systematik
Phyllomonas Klebs 1892 ist ein Junior-Synonym zu der älteren Bezeichnung Ancyromonas Kent 1880.
Die Gattung in eine nach ihr benannte Familie gestellt, die zunächst als Phyllomonadidae Hada 1968 bezeichnet wurde, was von Thomas Cavalier-Smith 1993 in Ancyromonadidae abgeändert wurde.
Diese Familie wird der ebenfalls nach der Gattung benannten Ordnung Ancyromonadida Cavalier-Smith 1998 emend. Atkins 2000 zugeordnet.
Planomonas wurde als jüngeres Synonym von Ancyromonas beschrieben,
wird aber heute zusammen mit der Gattung Fabomonas in einer eigenen Familie Planomonadidae geführt.
Diese Familie wird gewöhnlich als Schwesterfamilie der Ancyromonadidae innerhalb der Ordnung Ancyromonadida gesehen, lediglich die GBIF sieht sie sogar innerhalb einer eigenen Ordnung Planomonadida der Klasse Thecomonadea.
Die früher teilweise auch als Synonyme gehandelten Gattungen Bodo (mit Bodo saltans) und Heteromita (mit Heteromita globosa) gehören zu den Euglenozoa (Excavata) respektive Cercozoa (Sar). Aus den oben genannten Gründen steht Ancyromonas aber deutlich basaler im Stammbaum der Eukaryoten.
Die taxonomische Stellung der Ancyromonadida innerhalb der Domäne der Eukaryoten ist Gegenstand anhaltender Diskussion.
Früher wurde die Ancyromonas enthaltende Ordnung einer Klasse Glissodiscea (oder Klasse Ancyromonadea) im Subphylum Varisulca einem Phylum Sulcozoa zugeordnet.
Ancyromonas scheint aber im Stammbaum der Eukaryoten basaler (näher am Ursprung) zu sein als Malawimonas (im vorgeschlagenen Phylum Loukozoa, alias Lokouzoa) oder einer eigenen Klasse Ancyromonadia im eigenen Phylum Ancyromonadea angehören und nicht zur weniger basalen Klade Podiata (Amorphea plus CRuMs).
Das frühere Taxon Sulcozoa gilt daher nicht mehr als monophyletisch, viele Taxonomien – wie die des NCBI – belassen die Ancyromonadida ohne nähere Zuordnung (incertae sedis).

### Artenliste
Der nachfolgenden Artenliste liegen folgende Quellen zugrunde:
- D – Dyntaxa: Swedish Taxonomy Database[20]
- E – Encyclopedia of Life (eol)[2]
- G – Global Biodiversity Information Facility (GBIF)[17]
- N – Taxonomy Browser des National Center for Biotechnology Information (NCBI)[19]
- W – World Register of Marine Species (WoRMS)[8]
- μ – Nordic Microalgae and aquatic protozoa, SBDI[21]

Gattung Ancyromonas W. Saville Kent, 1881/1882 (D,E,G,N,W,μ)
- Spezies Ancyromonas abrupta Skvortzov (E)
- Spezies Ancyromonas atlantica Gluecksman & Cavalier-Smith 2013 (E,N)
- Spezies Ancyromonas howeae (Cavalier-Smith, 2008) Heiss, Walker & Simpson 2010 (N), Synonym: Planomonas howeae (E,N)
- Spezies Ancyromonas indica Gluecksman & Cavalier-Smith 2013 (E,N)
- Spezies Ancyromonas kenti Gluecksman & Cavalier-Smith 2013 (E,N), Synonym: Apusozoa sp. 3 TCS-2012 (N)
- Spezies Ancyromonas limna (Cavalier-Smith, 2008) Heiss, Walker & Simpson 2010 (E,N), Synonyme: Nutomonas limna, Planomonas limna, einschl.: Apusozoa sp. 7 TCS-2012 (N)
- Spezies Ancyromonas rotunda Skvortzov (E)
- Spezies Ancyromonas rugosa Skvortzov (E)
- Spezies Ancyromonas sigmoides W. Saville Kent, 1882 (D,E,G,N,μ) bzw. Kent 1880 sensu Heiss, Walker & Simpson 2010, Typus (W), mit Synonym Planomonas mylnikovi Cavalier-Smith 2008, einschl.: Apusomonadidae sp. mylnikovi (N)
- Spezies Ancyromonas sinistra S. Al-Qassab, W.J.Lee, S. Murray, A.G.B. Simpson & D.J.Patterson 2002[11] (W) bzw. Al-Qassab et al. 2002, mit Schreibvariante A. sinistrae und Synonym Planomonas sinistra (Al-Qassab et al. 2002) Cavalier-Smith

Aus der Zusammenführung mit der Gattung Planomonas hatten darüber hinaus resultiert:
- Spezies Ancyromonas cephalopora n. comb.,
- Spezies Ancyromonas melba, und
- Spezies Ancyromonas micra n. comb. ⇒ Planomonas micra (N:wieder dorthin zurückverschoben)

## Ancyromonas sigmoides
Ancyromonas sigmoides (Typusart der Gattung Ancyromonas) ist ein eiförmiger Einzeller, 4–5 μm (unter Umständen auch 3 bis 7 µm) lang und 2–4 μm breit.
Der Körper ist jedoch ventral/dorsoventral abgeflacht mit einer Dicke von 1 μm.
Auf der linken Seite der Zelle befindet sich das eine Art Schnauze oder Schnabel, (wie bei vielen Tieren, d. h. Metazoa) Rostrum genannt, mit Extrusomen.
Das Rostrum ist durch eine Furche, der sich über 1/3 bis 1/2 der Zelle erstreckt, vom Rest des Körpers getrennt.
Es gibt eine oder zwei Geißeln (Flagellen), eine optionale dünne, kurze vordere Geißel und eine hintere, die etwa 1,5 mal so lang wie der Körper und die gleiche Dicke entlang ihrer gesamten Länge hat. Beide Geißeln entspringen aus jeweils einer eigenen Delle (Depression oder Vertiefung) von ca. 0,5 µm Tiefe.
Die Zelle bewegt sich und gleitet durch Drehen des hinteren Flagellums.
Der eiförmige Zellkern befindet sich in der Nähe des Geißelapparats und ist medial gelegenen.
Die Spezies ist in sauberen Gewässern, Böden und in den Ozeanen auf fast auf der ganzen Welt verbreitet.
Im Juni 2022 erschien eine Studie zum Stammbaum des Chromatins und der Histone, insbesondere im Hinblick auf Ancyromonas,
Gefionella okellyi,
Fabomonas tropica,
Naegleria gruberi und
Meteora sporadica.
Man versucht auf diese Weise, Licht in die Phylogenie der basalen Eukaryoten zu bringen.
Bildergalerie: Ziliäre Übergangszone (englisch ciliary transition zone (TZ)) bei Ancyromonas sigmoides.

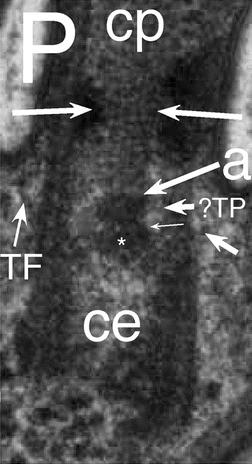
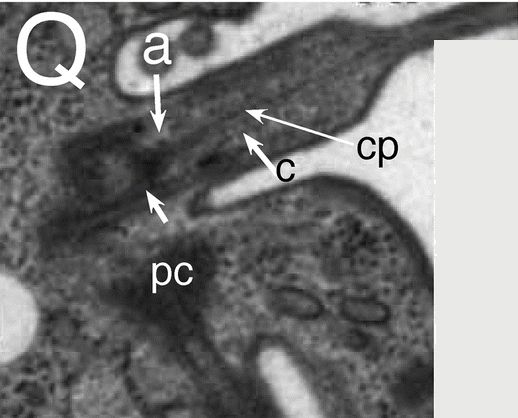
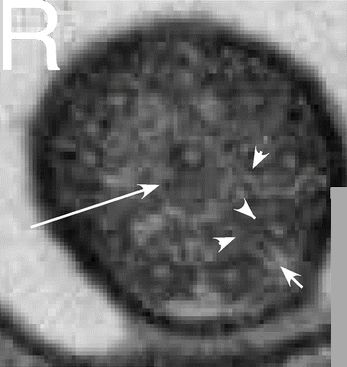
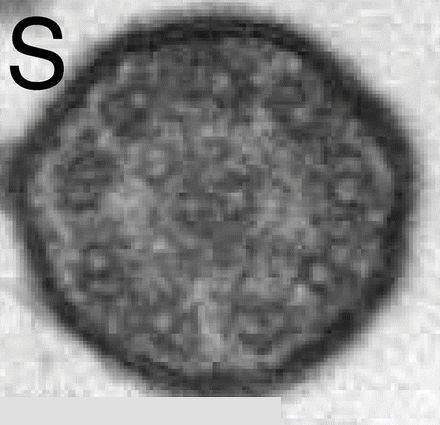
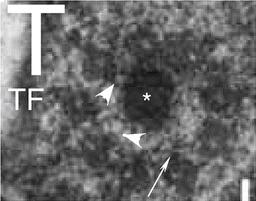
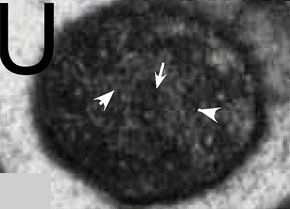
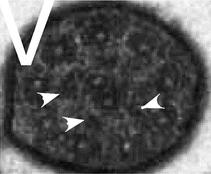
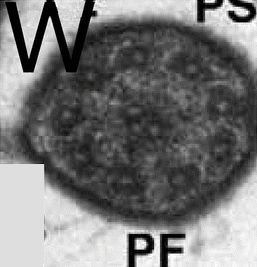